# Попово-Лежачі
Попово-Лежачі (рос. Попово-Лежачи) — село в Росії, в Глушковському районі Курської області. Адміністративний центр Попово-Лежачанської сільради.

## Географія
Село розташоване на річці Сейм, за 3 км від російсько-українського кордону, за 140 км на південний захід від Курська, за 23,5 км на південний захід від районного центру — селища міського типу Глушкове.